# وولا گوتووسکا
وولا گوتووسکا (به لاتین: Wola Gutowska) یک روستا در لهستان است که در گمینا یدلینگسک واقع شده‌است. وولا گوتووسکا ۲۷۰ نفر جمعیت دارد.